# Glassjaw
Glassjaw – amerykańska grupa muzyczna, stylistycznie wywodząca się z nurtu post hardcore z wpływami szeroko pojętej muzyki rockowej i heavymetalowej. Powstała w 1993 roku w Long Island w Nowym Yorku.

## Historia
Zespół założył wokalista Daryl Palumbo oraz gitarzysta Justin Beck i przeszedł od tamtego czasu liczne zmiany składu. Reprezentują undegroundową scenę wschodnich Stanów Zjednoczonych.
Nie można jednoznacznie określić ich stylu, obijają się o różne gatunki: hardcore punk, rock alternatywny, rock psychodeliczny czy afrobeat. Czerpią inspirację z takich zespołów jak: Bad Brains, Snapcase, Mike Patton, Refused, Silent Majority czy Vision of Disorder.
Zespół powstał w 1993 roku po tym jak Palumbo i Beck spotkali się na obozie. Pierwszy występ odbył się w 1994 w Oceanside w NY. Wcześniej Beck grał z żydowskim zespołem Sons of Abraham a Palumbo tworzył w swoim zespole -- XbustedX – zespoły te inspirował ruch społeczno-kulturalny powstały w Stanach Zjednoczonych na początku lat 80. XX wieku nazywany Straight Edge (SE, sXe). Skład zespołu zmieniał się. Justin Beck początkowo grający na perkusji, zamienił bębny na gitarę basową (gdy w 1998 zespół opuścił Ariel Telford) by następnie zaistnieć jako gitarzysta (gdy Kris Baldwin oraz Manuel Carrero zasilili grupę w 1999 r.). W latach 1994–1999 powstało kilka słabej jakości nagrań-demo. Ostatecznie w 1999 roku dzięki współpracy z Donem Fury (który wsparł zespół finansowo) zespół nagrał kilka utworów, które miałyby pojawić się na ich pierwszym albumie.
W 1997 pojawiła się ich EPka zatytułowana Kiss Kiss Bang Bang EP na której znalazło się 5 piosenek. Została wydana pod szyldem niezależnej wytwórni 2 Cents a Pop. Podczas nagrywania krążka zespół działał w składzie: Daryl Palumbo, Justin Beck, Todd Weinstock, Kris Baldwin oraz Ariel Telford.
W 1999 roku zespół wszedł do studia Indigo Ranch w Malibu. Pod okiem producenta Rossa Robinsona (At the Drive-In, Korn, Limp Bizkit, Slipknot) nagrali pierwszy długo-grający album zatytułowany Everything You Ever Wanted to Know About Silence, który światło dzienne ujrzał w 2000 roku nakładem Roadrunner Records. Ówczesny skład zespołu: Palumbo, Beck, Weinstock, Carrero oraz Sammy Siegler. Płyta jest bardzo agresywna, ale zawiera też kilka spokojniejszych utworów. Teksty Daryla są często gorzkie, ostre, bardzo osobiste, śpiewa je w sposób niesamowicie energiczny i agresywny, często używając krzyku. Płyta została nazwana kamieniem milowym w historii muzyki post-hardcore. Podczas trasy koncertowej dała o sobie znać choroba Palumbo – choroba Crohna. Styl śpiewania Daryla czasem powodował ataki, często fatalne w skutkach dla jego zdrowia.
W 2001 roku zespół w sekrecie nagrał kolejny album (nad którym pieczę ponownie sprawował Ross Robinson). Płyta zatytułowana Worship and Tribute ukazała się rok później. Skład zespołu podczas nagrywania płyty: Palumbo, Beck (który pełnił również obowiązki basisty), Weinstock oraz Shannon Larkin z zespołu Godsmack (jako perkusista, oficjalnie jednak perkusistą był Larry Gorman, który skomponował partie perkusji). Album jest dojrzalszy i bardziej melodyjny od poprzedniego. Słychać w nim inspirację jazzem oraz ambientem (w utworach Ape Dos Mil, Mus've Run All Day, The Gillette Cavalcade of Sports, Trailer Park Jesus oraz Convectuoso). W latach 2002–2003 zespół koncertował na całym świecie, grał również na takich festiwalach jak Warped Tour, Ozzfest czy Snocore. Po trasie zespół zdecydował się na przerwę w działalności. Palumbo stworzył nową grupę Head Automatica. Razem z nim w zespole działał Larry Gorman.
W 2004 r. Weinstock, Allen oraz Gorman opuścili zespół. Powrócił natomiast Manuel Carrero (po 5-letniej nieobecności) oraz Durijah Lang (który również wcześniej był członkiem zespołu).
W 2005 r. zespół wydał EPkę pod tytułem El Mark na której znalazły się utwory nie umieszczone na albumie Worship and Tribute. Po dwóch latach przerwy Glassjaw zagrał 3 koncerty.
W lipcu 2006 r. na łamach AP magazine, ukazała się informacja, że Palumbo jest w trakcie komponowania nowego materiału na album, który miałby ukazać się w 2007 r. Obecnie wiemy, że prawdopodobnie będzie to latem 2008 r.
Obecny skład zespołu to: Daryl Palumbo (śpiew), Justin Beck (gitara), Manuel Carrero (bas), Durihaj Lang (perkusja)

## Muzycy

### Obecny skład zespołu
- Daryl Palumbo – śpiew (1993 – obecnie)
- Justin Beck – perkusja (1993-1998), gitara basowa (1998-1999), gitara (1999 – obecnie)
- Durijah Lang – perkusja (1998 – 1999, 2004 – obecnie)
- Manuel Carrero – gitara basowa (1999 – 2000, 2004 – obecnie)

### Byli członkowie zespołu
- Dave Buchta – gitara basowa (1993-1994)
- Nick Yulico – gitara (1993-1996)
- Kris Baldwin – gitara (1995-1998)
- Brian Mehann – gitara (1998)
- Mike Caleo – gitara (1998)
- Ariel Telford – gitara (1995-1998)
- Scottie Reddix – perkusja (1999)
- Stephan Linde – perkusja (1999)
- Sammy Siegler – perkusja (1999-2000)
- Larry Gorman – perkusja (2000-2001)
- Mat Brown – gitara basowa (2001)
- Mitchell Marlow – gitara basowa (2001)
- Dave Allen – gitara basowa (2002-2004)
- Todd Weinstock – gitara (1996-2004)

### Muzycy sesyjni
- Shannon Larkin – perkusja (2001)

## Dyskografia

### Albumy
- Everything You Ever Wanted to Know About Silence (2000)
- Worship and Tribute (2002)
- Material Control (2017)[4]

### Minialbumy
- Kiss Kiss Bang Bang EP (EP, 1997, 2001 re-edycja)
- El Mark (Digital EP, 2005)
- Our Color Green (EP, 2011)[5]
- Coloring Book (EP, 2011)[6]

### Single
- Pretty Lush (Singel, 2000)
- Ry Ry's Song (Singel, 2000)
- Cosmopolitan Bloodloss (Singel, 2002)
- Ape Dos Mil (Singel, 2003)

### Dema
- Untitled (Demo, 1994)
- Our Color Green in 6/8 Time (Demo, 1995)
- The Impossible Shot (Demo, 1996)
- Monster Zero (Demo, 1998)
- The Don Fury Sessions (Demo, 1999)